# Бендер-Торкемен
Бендер-Торкемен, также Бенде́р-Торкема́н (перс. بندر ترکمن‎, Банда́р-е торкама́н — букв. «Порт туркмен», «Туркменский порт»), бывш. Бендер-Шах — город-порт на севере Ирана, в провинции Голестан на юго-восточном побережье Каспийского моря. Административный центр шахрестана Торкеман. Население — 126 тыс. человек, в основном туркмены. Основа экономики — сельское хозяйство, выращивание хлопка, а также туризм. Развито кустарное производство ковров.
В городе имеется аэродром.

## История
Город построен в 1930-е годы. В 1935—1936 годах объём экспорта из Бендер-Шаха составил 28 000 тонн, а импорт 2000.
После Исламской революции 1978—1979 годов город был переименован в Бендер-Торкемен.

## Население
Население города по данным на 2016 год составляет 53 970 человека.
Динамика численности населения города по годам:
| 1996   | 2006   | 2011   | 2016   |
| ------ | ------ | ------ | ------ |
| 38 782 | 45 249 | 88 736 | 53 970 |